# Krempe
Krempe là một town ở huyện of Steinburg, bang Schleswig-Holstein, Đức. Đô thị này có diện tích 3,39 km², dân số thời điểm 31 tháng 12 năm 2006 là 2447 người. Krempe năm giữa Itzehoe và Glückstadt. Krempe thuộc Amt ("nhóm đô thị") Krempermarsch.

## Thị trấn kết nghĩa
- Sankt Martin im Sulmtal Steiermark
- Gramzow ở Uckermark, Brandenburg